# Итало Звево
И́тало Зве́во (Све́во)  (итал. Italo Svevo; собственно А́рон Ге́ктор (Э́тторе) Шмиц — итал. Aron Hector (Ettore) Schmitz; 19 декабря 1861[…], Триест — 13 сентября 1928[…], Мотта-ди-Ливенца, Венеция) — итальянский прозаик и драматург.

## Биография
Родился 19 декабря 1861 в Триесте в состоятельной еврейской семье, пятым из девяти детей. Отец, Франц (Франческо) Шмиц (1829—1892), коммерсант, был родом из Трансильвании; мать, Аллегра Моравиа (1832—1895) — уроженка Триеста.
С 1874 года учился в колледже города Зегниц в Баварии, в 1876 вернулся в Триест, где завершил обучение в Коммерческим институте Паскуале Револьтелла; окончил школу игры на скрипке Артуро Врама. С 1880 года работал в местном отделении венского банка «Унион». Одновременно сотрудничал с газетой «Индепенденте», где публикует очерки и рецензии. В 1888 году появился в печати его первый рассказ «Борьба», в 1892 году — первый роман «Жизнь», который не имел успеха ни у критики, ни у публики. В 1896 году женился на своей кузине Ливии Венециани, в 1897 году у них родилась дочь Летиция. В 1898 году публикует второй роман, «Старость», но и он остался незамечен. Уволившись из банка, И. Звево присоединился к фирме своего тестя, почти забросив литературную деятельность. В 1907 году посещал курсы английского языка, где преподавал ирландский писатель Джеймс Джойс, воодушевивший его на написание нового романа. Однако работа над романом началась лишь в 1919 году, после того, как Итало Звево ознакомился с психоанализом Зигмунда Фрейда, что сильно повлияло на всё его последующее творчество. Роман «Самопознание Дзено», вышедший в свет в 1923 году принёс автору заслуженную славу.
В творческом наследии Итало Звево тринадцать комедий, некоторые из них написаны полностью на диалекте[прояснить], остальные с большим количеством диалектных слов. Последняя комедия Итало Звево «Возрождение» была написана, по мнению исследователя творчества писателя Умбро Аполлоно, между 1927 и 1928 годами (переведена на русский язык и опубликована в 2009 году). Это самая сложная и самая глубокая пьеса И. Звево. Комедию часто ставят в Италии, наиболее популярные постановки прошли в миланском Пикколо-театро (1988) и  театре Аполло из  Кротоне (2008).
12 сентября 1928 года, когда Итало Звево с семьёй возвращался с курорта Бормио из Ломбардии, его машина попала в аварию. Он умер на следующий день в больнице города Мотта-ди-Ливенца.

## Произведения

### Романы
- Una Vita (1892).
- Senilità (1898, экранизирован в 1962 и 1985).
- Самопознание Дзено (La coscienza di Zeno, 1923, экранизирован 1988 и 2002).
- Il Vecchione (1925—1926, не закончен).

### Рассказы и повести
- Assassinio di via Belpoggio (1890, экранизирован 2004).
- La Tribù (1897).
- Una burla riuscita (1926).
- La novella del buon vecchio e della bella fanciulla (1926, повесть, экранизирована 1995).
- Argo e il suo padrone (не оконченная новелла, опубликована в посмертном сборнике «Corto viaggio sentimentale»)

### Пьесы
- Le ire di Giuliano (1885—1892)
- Le teorie del conte Alberto (1885—1892)
- Una commedia inedita (1885—1892)
- Prima del ballo(1891)
- La verità (1927)
- Terzetto spezzato (1912, постановка 1927, единственная пьеса Итало Звево, увидевшая сцену).
- Atto unico
- Un marito (была напечатана при жизни автора в 1903 году)
- Inferiorità
- Il ladro in casa
- L’avventura di Maria
- Con la penna d’oro (незаконченная)
- La rigenerazione (1927—1928)

### Эссе
- Saggie e pagine sparse (1954).

### Дневники и переписка
- Corrispondenza con gli amici di Francia (1953).
- Diario per la fidanzata (1962).
- Lettere alla moglie (1963).
- Epistolario (1966).
- Carteggio con James Joyce, Valery Larbaud, Benjamin Crémieux, Marie Anne Comnène, Eugenio Montale, Valerio Jahier (1978).

### Сводные издания
- Tutte le opere. 3 vol./ Mario Lavagetto, ed. Milano: Mondadori, 2004.

### На русском языке
- Убийство на улице Бельподжо. По-предательски// Итальянская новелла XX века. М.: Художественная литература, 1969.
- Самопознание Дзено. Л.: Художественная литература, 1972 (переизд. 1980, 2001).
- Комедия в 3-х актах «Возрождение». Литературно-художественный журнал «Современная драматургия», 2009, № 3. (Пьеса опубликована с сокращениями, полный текст пьесы находится у переводчика). Перевод и вступительная статья о драматургии И. Звево «Старость — не возраст» Алёны Панфиловой.